# Enrique Rubio Mesas
Enrique Rubio Mesas (Albacete, 13 de septiembre de 1997) es un deportista español que compite en patinaje, en Inline Freestyle. Es el actual campeón del mundo de derrapes tras ganar el mundial en Shanghai (China) en noviembre de 2023. Este es su segundo mundial tras el que ganó en Arnhem (Holanda) en 2018. Es además 5 veces campeón de Europa, en 2016, 2017, 2018, 2021 y 2023 en la modalidad de derrapes. En los Juegos Mundiales de Patinaje (World Roller Games) evento donde se realizan los campeonatos del mundo de todas las modalidades de patinaje, logró una medalla de plata en 2019 en Barcelona, España, y una medalla de bronce en 2017 en Nanjing.

## Biografía
Enrique Rubio nació en Albacete el 13 de septiembre de 1997. Comenzó a practicar el patinaje de niño. En 2011 ingresó en el club de patinaje Patinalba de Albacete, donde comenzó jugando al Hockey Línea y haciendo patinaje de velocidad. En 2013 comenzó a practicar derrapes, salto, slalom y speed slalom, modalidades de Inline Freestyle.
En 2015 se proclamó por primera vez campeón de España en la modalidad de derrapes, y en 2016 se convirtió en campeón de España de Speed slalom por primera y única vez hasta la fecha. También en 2016 consiguió su primera victoria en un Europeo en derrapes en su primera participación.
En los Juegos Mundiales de Patinaje (WRG) de 2017 en Nanjing (China) se colgó la medalla de bronce en la prueba de derrapes.  También en 2017 revalidó su título como campeón de Europa de derrapes, y consiguió su segunda victoria en el campeonato de España en derrapes.
En el Campeonato del Mundo de Inline Freestyle de 2018 celebrado en Arnhem (Países Bajos) se proclamó campeón del mundo de derrapes, convirtiéndose en el primer Europeo en ganar un Mundial de Derrapes, y en el primer español en conseguir una medalla de oro en Inline Freestyle. También ese año consiguió su 3.ª victoria consecutiva en el campeonato de Europa.
En los Juegos Mundiales de Patinaje (WRG) de 2019 celebrados en Barcelona (España) logró la medalla de plata en la disciplina de derrapes.
En 2020 debido al Covid solo se celebró el Campeonato de España, dónde consiguió la medalla de oro, mientras que en 2021 se volvió a celebrar, tras 3 años de ausencia, el campeonato de Europa. En esta ocasión, Enrique Rubio volvió a revalidar el título de Campeón de Europa, consiguiendo así de esta manera su 4.º título europeo de manera consecutiva.
En 2022 obtuvo el 3º puesto en el Campeonato de España y no fue seleccionado para los Juegos Mundiales de Patinaje (WSG) que se celebraron en Buenos Aires, Argentina. Sin embargo, en 2023 Enrique ha vuelto a ganar no solo el Campeonato de España, sino que ha rivalidado por 5ª vez consecutiva el Campeonato de Europa, y además ha ganado su segundo Campeonato del Mundo de derrapes.